# Zikrin
Zikrin (arab. ذِكْرِين) – nieistniejąca już arabska wieś, która była położona w Dystrykcie Hebronu w Mandacie Palestyny. Wieś została wyludniona i zniszczona podczas I wojny izraelsko-arabskiej, po ataku Sił Obronnych Izraela w dniu 22 października 1948.

## Położenie
Zikrin leżała na przedgórzu Judei. Według danych z 1945 do wsi należały ziemie o powierzchni 17 195 ha. We wsi mieszkało wówczas 960 osób.
| własność gruntów | powierzchnia gruntów (hektary) |
| ---------------- | ------------------------------ |
| Arabowie         | 17 186                         |
| Żydzi            | 0                              |
| publiczne        | 9                              |
| Razem            | 17 195                         |

| Rodzaj użytkowanych gruntów | Arabowie (hektary) | Żydzi (hektary) |
| --------------------------- | ------------------ | --------------- |
| drzewa oliwkowe             | 560                | 0               |
| uprawy zbóż                 | 15 058             | 0               |
| nieużytki                   | 2 074              | 0               |
| zabudowane                  | 63                 | 0               |

## Historia
W czasach rzymskich wieś była nazywana Kefar Dikrina.
W 1596 Zikrin była średniej wielkości wsią o populacji liczącej 220 osób. Mieszkańcy utrzymywali się z upraw pszenicy, jęczmienia, sezamu, winnic i owoców, oraz hodowli kóz i produkcji miodu.
W okresie panowania Brytyjczyków Zikrin rozwijała się jako duża wieś. Istniała w niej szkoła podstawowa dla chłopców.
Podczas I wojny izraelsko-arabskiej w trakcie operacji Jo’aw w dniu 22 października 1948 Siły Obronne Izraela zajęły wieś Zikrin. Wysiedlono wówczas jej mieszkańców, a wszystkie domy wyburzono

## Miejsce obecnie
Rejon wioski pozostaje opuszczony, a ziemie uprawne zajął kibuc Bet Nir.
Palestyński historyk Walid Chalidi, tak opisał pozostałości wioski Zikrin: „Teren jest porośnięty wysokimi chwastami, zaroślami i innymi dzikimi roślinami, w tym wieloma drzewami oliwnymi... Zachowały się kamienne tarasy częściowo porośnięte kaktusami”.